# 石隆门猪笼草
石龙门猪笼草（学名：Nepenthes × bauensis）是小猪笼草与诺斯猪笼草的自然杂交种。它因产于沙捞越石龙门而得名。
石龙门猪笼草的形态表现为其亲本的中间型。它继承了小猪笼草喜攀爬的特征，但其叶片和茎又相当的大型。此外，它还继承了诺斯猪笼草捕虫笼的形态特征。特别是唇比小猪笼草要宽，并具有红色的条纹。其捕虫笼可高达15厘米，为暗绿色至紫红色。
石龙门猪笼草与亲本一样，是一种低地猪笼草，存在于海拔约100米的地区。它常陆生于特有诺斯猪笼草的石灰岩基质山丘附近的沼泽地区。
石龙门猪笼草十分罕见，仅发现过少量植株，都来源于同一原生地。石龙门猪笼草是三种已知的诺斯猪笼草自然杂交种之一，另两种为雪线猪笼草以及诺斯猪笼草与奇异猪笼草的自然杂交种。

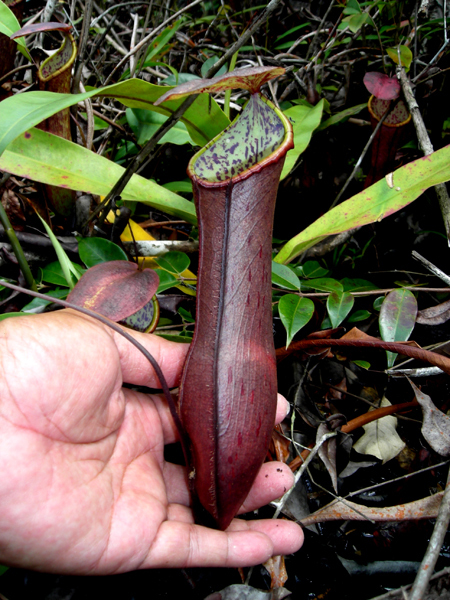
石龙门猪笼草的下位笼
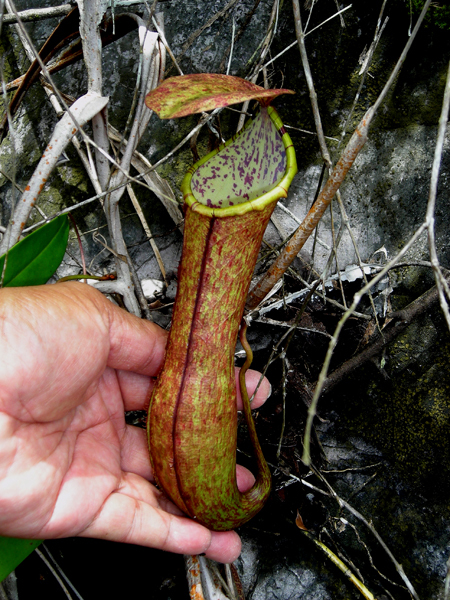
石龙门猪笼草的上位笼

## 扩展阅读
- WildBorneo中石龙门猪笼草的信息 （页面存档备份，存于）
- 食虫植物照片搜寻引擎中石龙门猪笼草的照片 （页面存档备份，存于）

 维基共享资源上的相關多媒體資源：石龙门猪笼草
 維基物種上的相關：石龙门猪笼草